# Форт-Рікавері (Огайо)
Форт-Рікавері (англ. Fort Recovery) — селище (англ. village) в США, в окрузі Мерсер штату Огайо. Населення — 1501 особа (2020).

## Географія
Форт-Рікавері розташований за координатами 40°24′41″ пн. ш. 84°46′33″ зх. д. / 40.41139° пн. ш. 84.77583° зх. д. (40.411434, -84.775751).  За даними Бюро перепису населення США в 2010 році селище мало площу 2,78 км², з яких 2,73 км² — суходіл та 0,05 км² — водойми. В 2017 році площа становила 3,07 км², з яких 3,01 км² — суходіл та 0,05 км² — водойми.

## Демографія
Згідно з переписом 2010 року, у селищі мешкало 1430 осіб у 555 домогосподарствах у складі 391 родини. Густота населення становила 515 осіб/км².  Було 589 помешкань (212/км²).
Расовий склад населення:
| - 97,7 % — білих - 0,1 % — корінних американців - 0,1 % — чорних або афроамериканців - 0,1 % — азіатів |

До двох чи більше рас належало 1,3 %. Частка іспаномовних становила 1,1 % від усіх жителів.
За віковим діапазоном населення розподілялося таким чином: 28,2 % — особи молодші 18 років, 57,1 % — особи у віці 18—64 років, 14,7 % — особи у віці 65 років та старші. Медіана віку мешканця становила 34,8 року. На 100 осіб жіночої статі у селищі припадало 104,3 чоловіків;  на 100 жінок у віці від 18 років та старших — 105,0 чоловіків також старших 18 років.
Середній дохід на одне домашнє господарство  становив 55 737 доларів США (медіана — 53 750), а середній дохід на одну сім'ю — 63 140 доларів (медіана — 59 485). За межею бідності перебувало 9,2 % осіб, у тому числі 15,0 % дітей у віці до 18 років та 11,3 % осіб у віці 65 років та старших.
Цивільне працевлаштоване населення становило 774 особи. Основні галузі зайнятості: виробництво — 38,4 %, освіта, охорона здоров'я та соціальна допомога — 20,7 %, роздрібна торгівля — 13,7 %, транспорт — 7,1 %.